# Xanthorhoe helenae
Xanthorhoe helenae là một loài bướm đêm trong họ Geometridae.